# Le Mesnil-Simon (Eure-et-Loir)
Pour les articles homonymes, voir Le Mesnil-Simon.
Le Mesnil-Simon est une commune française située dans le département d'Eure-et-Loir en région Centre-Val de Loire.

## Géographie

### Situation

Situation géographique
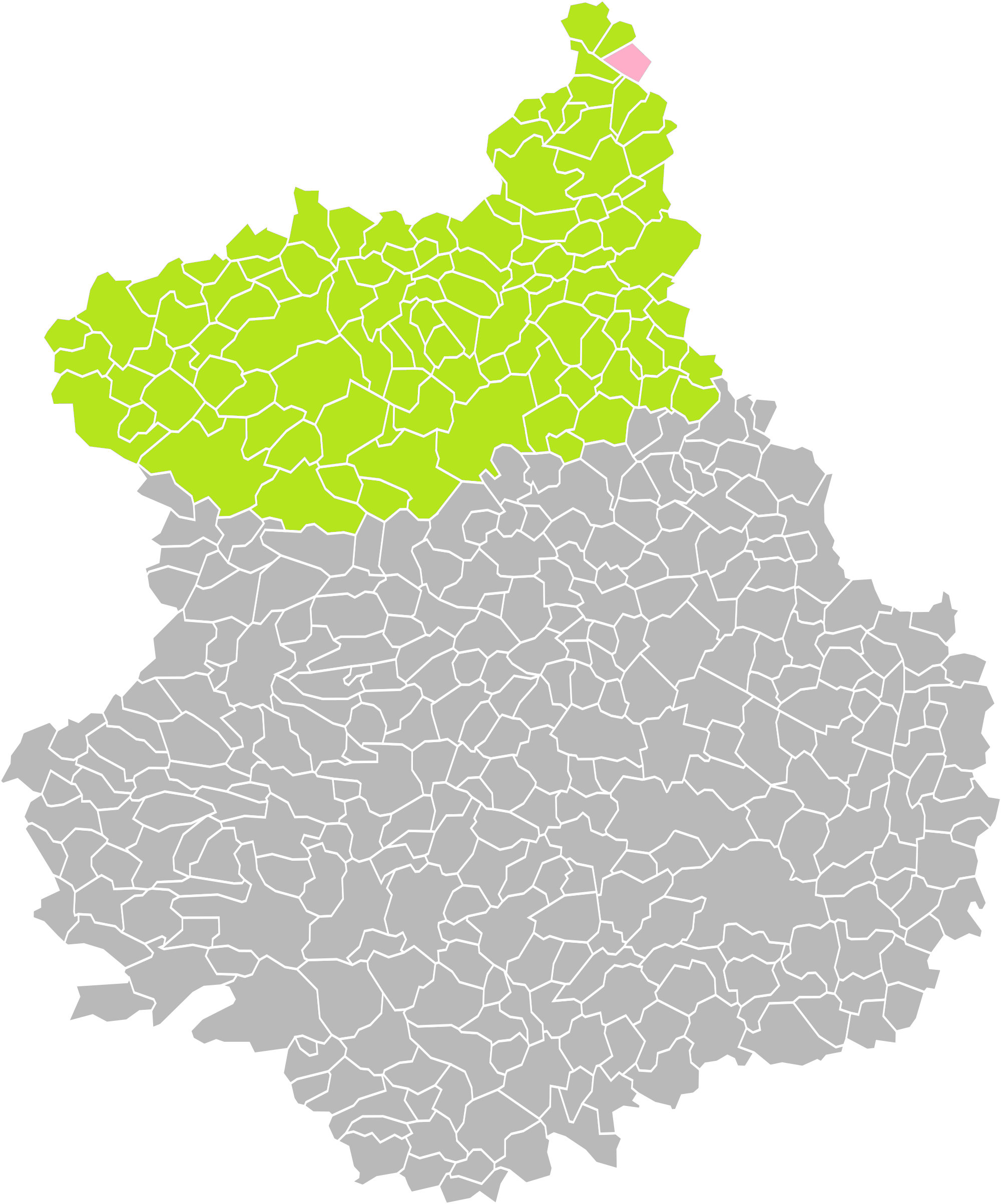
Le Mesnil-Simon dans son arrondissement.
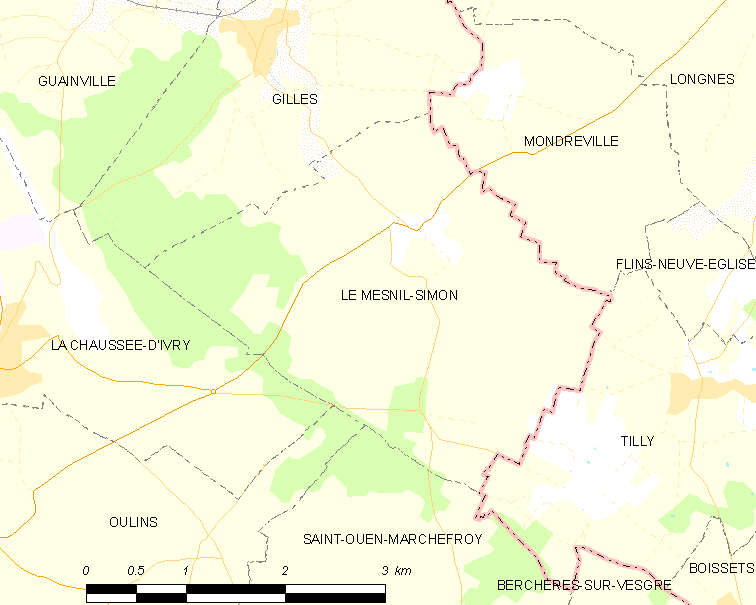
Carte de la commune du Mesnil-Simon.

### Communes, département et région limitrophes
Le Mesnil-Simon est limitrophe du département des Yvelines et de la région Île-de-France.
La commune fait partie de la région naturelle et agricole du Drouais.
| Gilles             | Gilles                | Mondreville |
| La Chaussée-d'Ivry | Mesnil-Simon          | Tilly       |
| Oulins             | Saint-Ouen-Marchefroy | Tilly       |

### Climat
Pour des articles plus généraux, voir Climat du Centre-Val de Loire et Climat d'Eure-et-Loir.
En 2010, le climat de la commune est de type climat océanique dégradé des plaines du Centre et du Nord, selon une étude du CNRS s'appuyant sur une série de données couvrant la période 1971-2000. En 2020, Météo-France publie une typologie des climats de la France métropolitaine dans laquelle la commune est exposée à un climat océanique et est dans la région climatique  Sud-ouest du bassin Parisien, caractérisée par une faible pluviométrie, notamment au printemps (120 à 150 mm) et un hiver froid (3,5 °C). 
Pour la période 1971-2000, la température annuelle moyenne est de 10,6 °C, avec une amplitude thermique annuelle de 14,1 °C. Le cumul annuel moyen de précipitations est de 654 mm, avec 10,9 jours de précipitations en janvier et 8 jours en juillet. Pour la période 1991-2020, la température moyenne annuelle observée sur la station météorologique de Météo-France la plus proche, « Bû_sapc », sur la commune de Bû à 11 km à vol d'oiseau, est de 11,4 °C et le cumul annuel moyen de précipitations est de 633,2 mm,. Pour l'avenir, les paramètres climatiques de la commune estimés pour 2050 selon différents scénarios d'émission de gaz à effet de serre sont consultables sur un site dédié publié par Météo-France en novembre 2022.

## Urbanisme

### Typologie
Au 1er janvier 2024, Le Mesnil-Simon est catégorisée commune rurale à habitat dispersé, selon la nouvelle grille communale de densité à 7 niveaux définie par l'Insee en 2022.
Elle est située hors unité urbaine. Par ailleurs la commune fait partie de l'aire d'attraction de Paris, dont elle est une commune de la couronne,. 

### Occupation des sols
L'occupation des sols de la commune, telle qu'elle ressort de la base de données européenne d’occupation biophysique des sols Corine Land Cover (CLC), est marquée par l'importance des territoires agricoles (82,2 % en 2018), en diminution par rapport à 1990 (83,3 %). La répartition détaillée en 2018 est la suivante : 
terres arables (81 %), forêts (13,8 %), zones urbanisées (4 %), prairies (0,9 %), zones agricoles hétérogènes (0,3 %). L'évolution de l’occupation des sols de la commune et de ses infrastructures peut être observée sur les différentes représentations cartographiques du territoire : la carte de Cassini (XVIIIe siècle), la carte d'état-major (1820-1866) et les cartes ou photos aériennes de l'IGN pour la période actuelle (1950 à aujourd'hui).

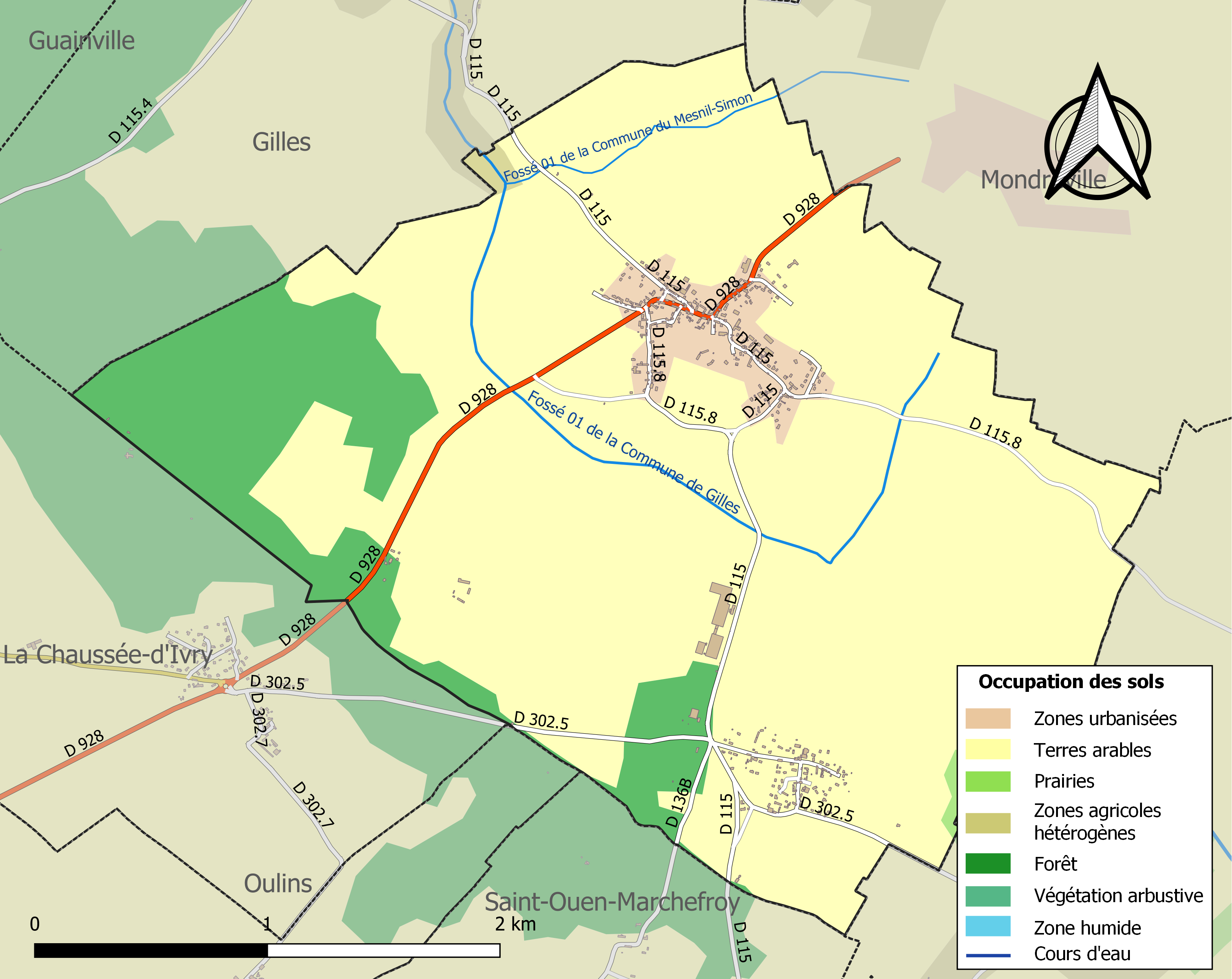
Carte des infrastructures et de l'occupation des sols de la commune en 2018 (CLC).

### Risques majeurs
Le territoire de la commune duMesnil-Simon est vulnérable à différents aléas naturels : météorologiques (tempête, orage, neige, grand froid, canicule ou sécheresse), inondationset séisme (sismicité très faible). Il est également exposé à un risque technologique, le transport de matières dangereuses. Un site publié par le BRGM permet d'évaluer simplement et rapidement les risques d'un bien localisé soit par son adresse soit par le numéro de sa parcelle.

#### Risques naturels
Certaines parties du territoire communal sont susceptibles d’être affectées par le risque d’inondation par débordement de cours d'eau, notamment La commune a été reconnue en état de catastrophe naturelle au titre des dommages causés par les inondations et coulées de boue survenues en 1999,.

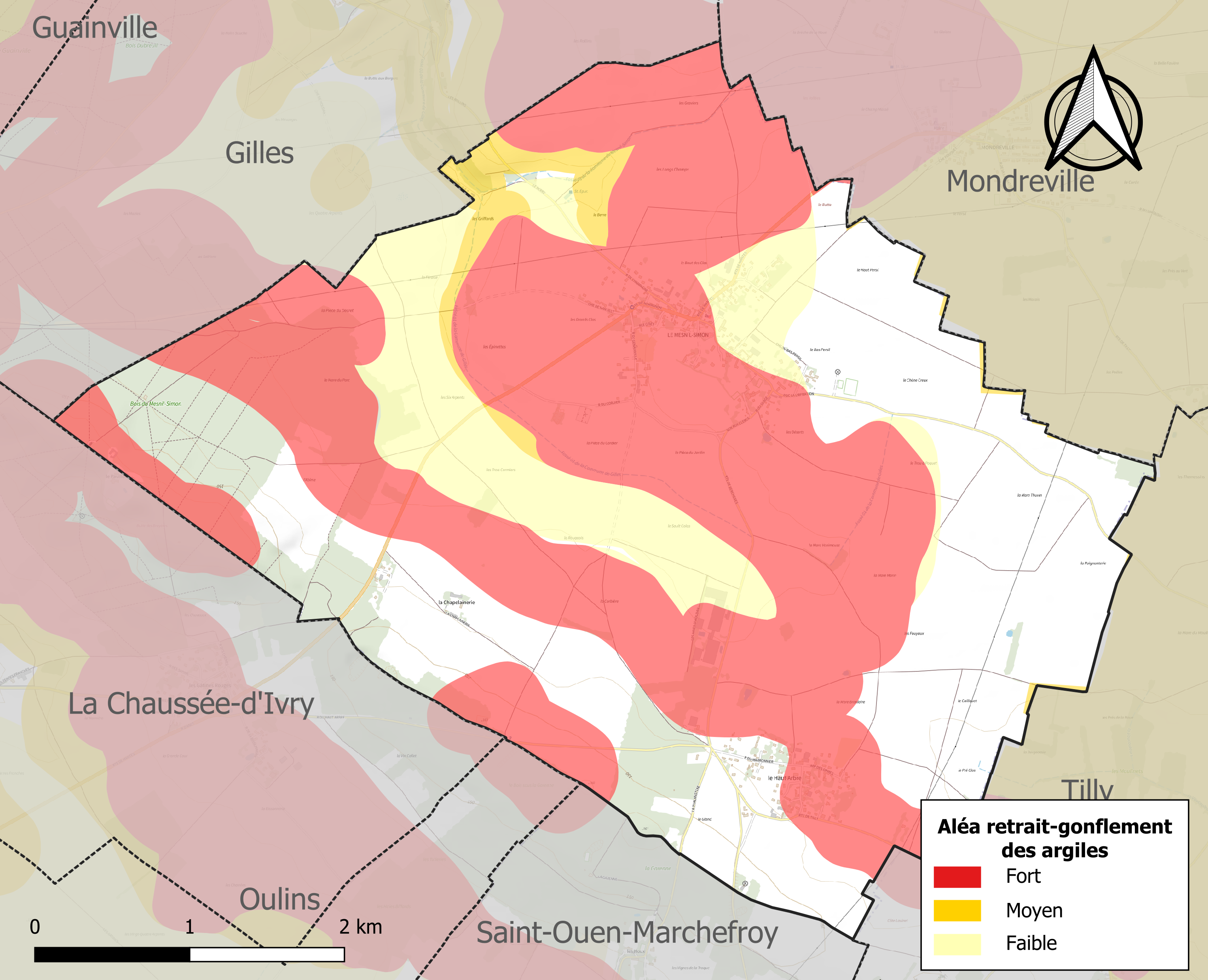
Carte des zones d'aléa retrait-gonflement des sols argileux duMesnil-Simon.

Le retrait-gonflement des sols argileux est susceptible d'engendrer des dommages importants aux bâtiments en cas d’alternance de périodes de sécheresse et de pluie. 52,5 % de la superficie communale est en aléa moyen ou fort (52,8 % au niveau départemental et 48,5 % au niveau national). Sur les 232 bâtiments dénombrés sur la commune en 2019, 152 sont en aléa moyen ou fort, soit 66 %, à comparer aux 70 % au niveau départemental et 54 % au niveau national. Une cartographie de l'exposition du territoire national au retrait gonflement des sols argileux est disponible sur le site du BRGM,.
Concernant les mouvements de terrains, la commune a été reconnue en état de catastrophe naturelle au titre des dommages causés par des mouvements de terrain en 1999.

#### Risques technologiques
Le risque de transport de matières dangereuses sur la commune est lié à sa traversée par des infrastructures routières ou ferroviaires importantes ou la présence d'une canalisation de transport d'hydrocarbures. Un accident se produisant sur de telles infrastructures est en effet susceptible d’avoir des effets graves au bâti ou aux personnes jusqu’à 350 m, selon la nature du matériau transporté. Des dispositions d’urbanisme peuvent être préconisées en conséquence.

## Toponymie
Le nom de la localité est attesté sous la forme latine Maisnilum au IXe siècle dans le polyptyque d'Irminon.
Mesnil, toponyme ou élément de toponyme très utilisé dans le nord de la France et en Belgique, mesnil désignait jusqu'à l'Ancien Régime un domaine rural. La langue d'oïl a produit maisnil. Les Mesnil sont généralement différenciés par un anthroponyme.

## Politique et administration

### Liste des maires
| Période                                  | Période  | Identité      | Étiquette | Qualité        |
| ---------------------------------------- | -------- | ------------- | --------- | -------------- |
| Les données manquantes sont à compléter. |          |               |           |                |
| 2001                                     | 2008     | Daniel Bignon |           |                |
| 2008                                     | En cours | Didier Simo,  |           | Ancien employé |

## Population et société

### Démographie
L'évolution du nombre d'habitants est connue à travers les recensements de la population effectués dans la commune depuis 1793. Pour les communes de moins de 10 000 habitants, une enquête de recensement portant sur toute la population est réalisée tous les cinq ans, les populations de référence des années intermédiaires étant quant à elles estimées par interpolation ou extrapolation. Pour la commune, le premier recensement exhaustif entrant dans le cadre du nouveau dispositif a été réalisé en 2008.

En 2022, la commune comptait 569 habitants, en évolution de −4,05 % par rapport à 2016 (Eure-et-Loir : −0,23 %, France hors Mayotte : +2,11 %).
| 1793 | 1800 | 1806 | 1821 | 1831 | 1836 | 1841 | 1846 | 1851 |
| ---- | ---- | ---- | ---- | ---- | ---- | ---- | ---- | ---- |
| 422  | 434  | 401  | 374  | 323  | 426  | 425  | 376  | 385  |

| 1856 | 1861 | 1866 | 1872 | 1876 | 1881 | 1886 | 1891 | 1896 |
| ---- | ---- | ---- | ---- | ---- | ---- | ---- | ---- | ---- |
| 404  | 385  | 360  | 353  | 325  | 288  | 304  | 315  | 276  |

| 1901 | 1906 | 1911 | 1921 | 1926 | 1931 | 1936 | 1946 | 1954 |
| ---- | ---- | ---- | ---- | ---- | ---- | ---- | ---- | ---- |
| 280  | 296  | 263  | 248  | 215  | 218  | 229  | 211  | 214  |

| 1962 | 1968 | 1975 | 1982 | 1990 | 1999 | 2006 | 2008 | 2013 |
| ---- | ---- | ---- | ---- | ---- | ---- | ---- | ---- | ---- |
| 231  | 185  | 239  | 251  | 337  | 414  | 482  | 502  | 591  |

| 2018 | 2022 | - | - | - | - | - | - | - |
| ---- | ---- | - | - | - | - | - | - | - |
| 568  | 569  | - | - | - | - | - | - | - |

## Culture locale et patrimoine

### Lieux et monuments

#### Église Saint-Nicolas
Les époques de construction de l'église Saint-Nicolas sont les XIIIe, XIVe et XVe siècles,  Inscrit MH (1971).

#### Mausolée de Malebranche
Le mausolée de Nicolas Malebranche, situé dans le cimetière, a été construit en 1733 et 1839,  Classé MH (1963).

#### Autres lieux et monuments
- Monument aux morts

Lieux et monuments
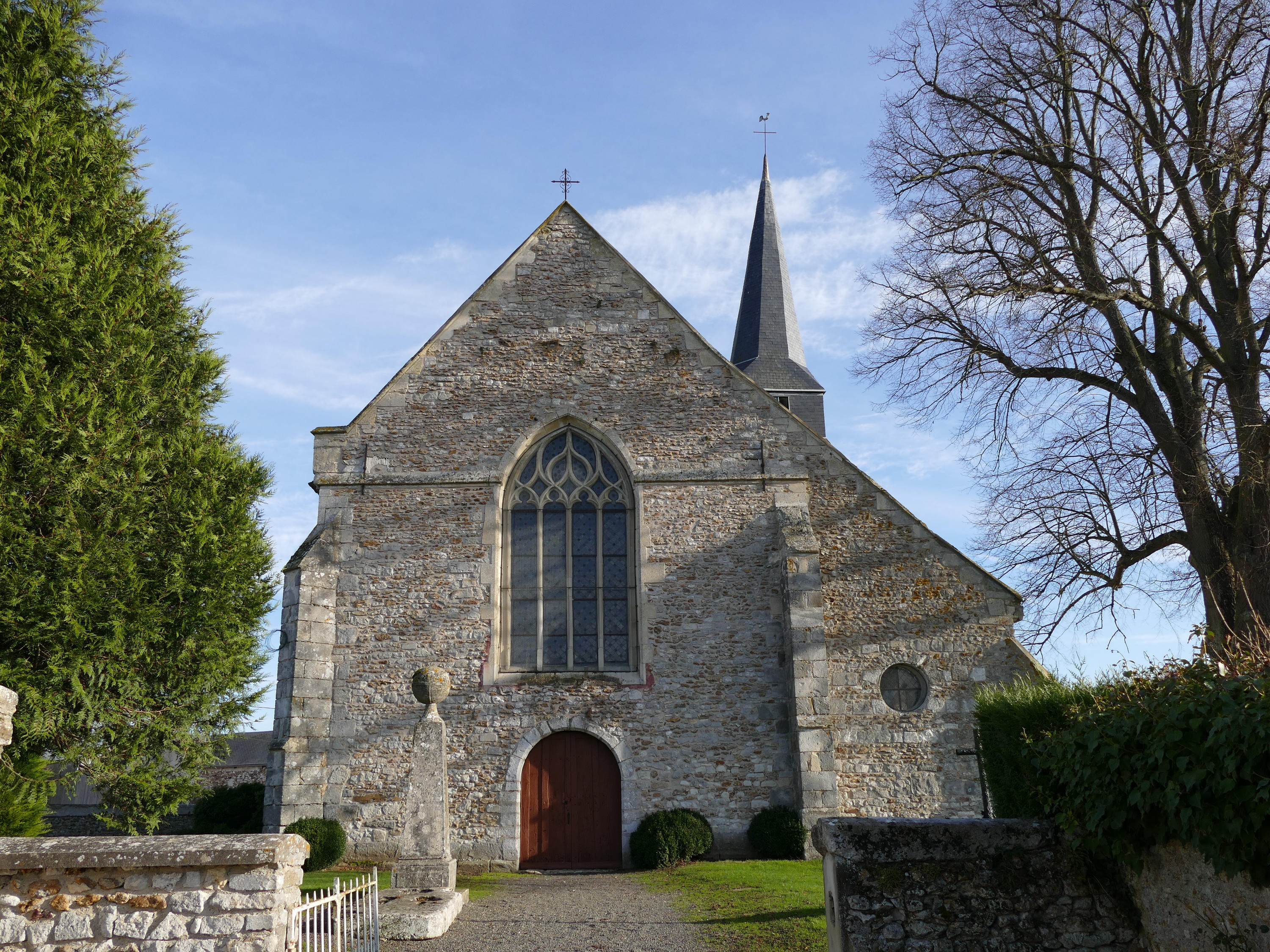
Devant l'église, le mausolée de Malebranche.
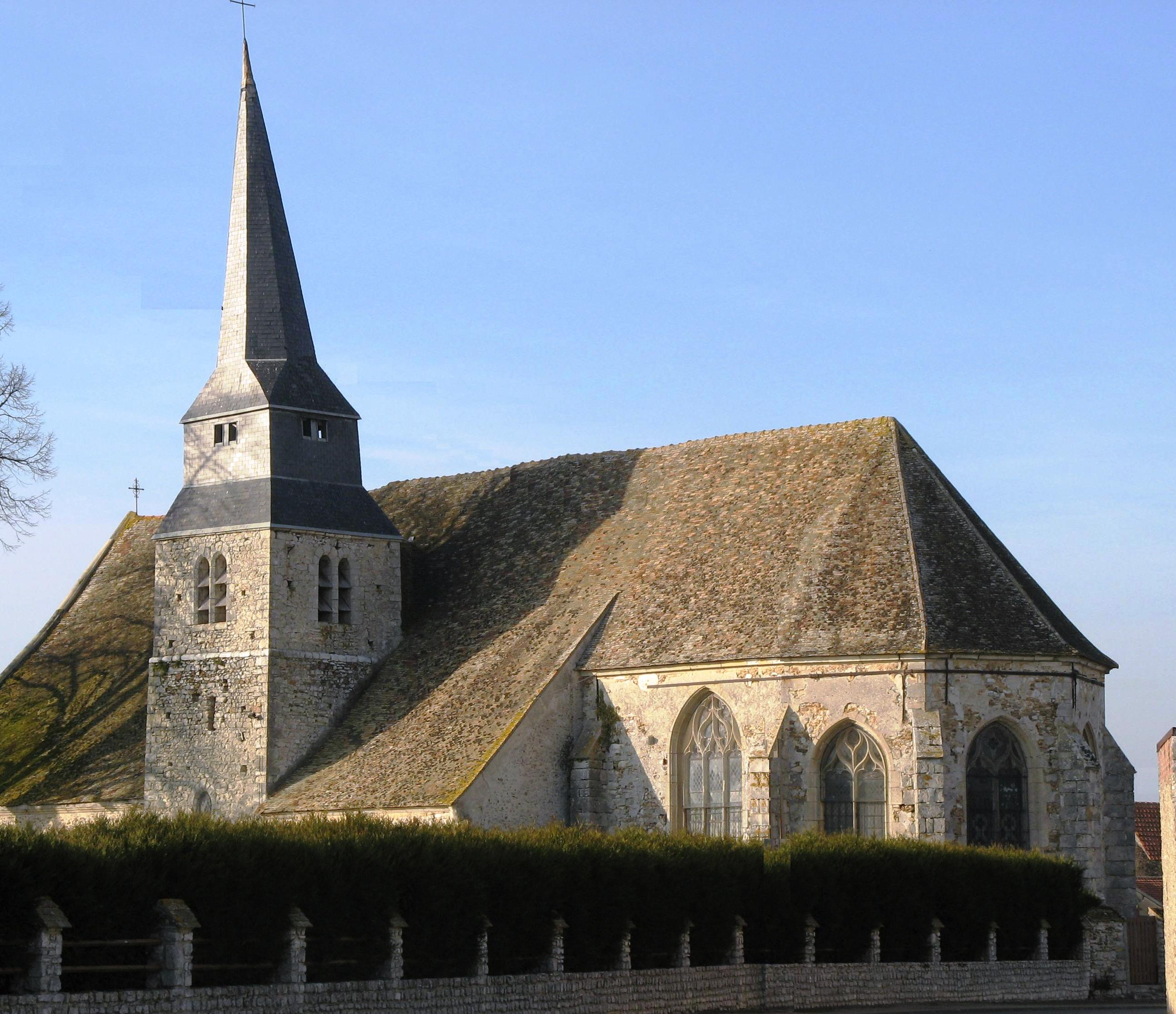
L'église Saint-Nicolas.
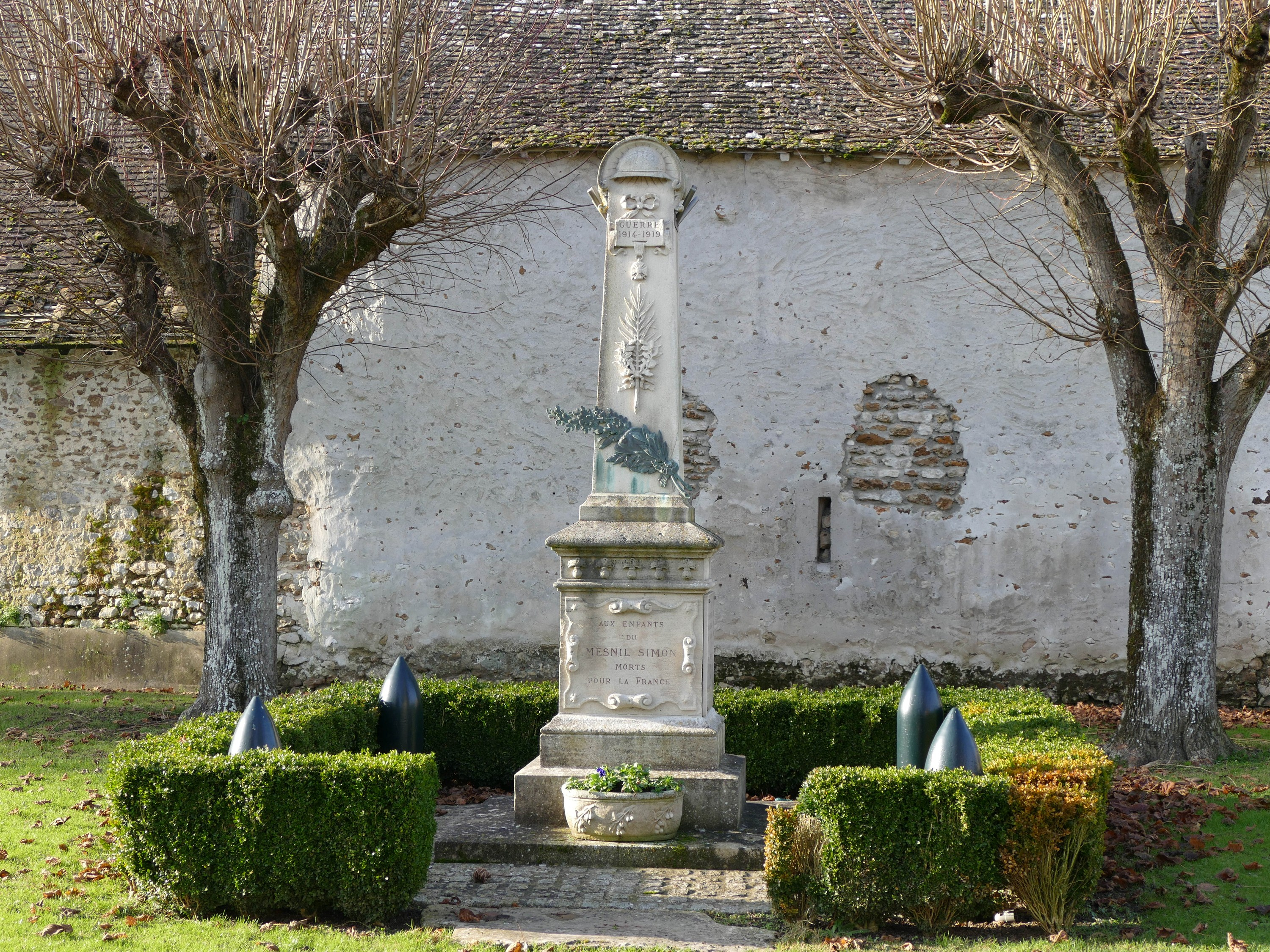
Monument aux morts de la « guerre 1914-1919 ».

### Personnalités liées à la commune
- Nicolas Malebranche, philosophe et théologien, né à Paris en 1638, mort en 1715.
- L'humoriste, acteur et militant politique Dieudonné est propriétaire d'une maison[25].

### Héraldique
| Blason de Mesnil-Simon (Le) | Blason  | Parti: au 1er de sinople à la gerbe de blé d'or, au 2e d'or au lion de sinople; le tout sommé d'un chef ondé de gueules chargé de trois mains dextres d'or, appaumées, renversées et ordonnées 2 et 1. |
| Blason de Mesnil-Simon (Le) | Détails | Création Mme Catherine Berry. Adopté le 23 juin 2011. |